# Gulbity (powiat elbląski)
Gulbity – kolonia w Polsce położona w województwie warmińsko-mazurskim, w powiecie elbląskim, w gminie Pasłęk. Wieś jest siedzibą sołectwa Gulbity w którego skład wchodzą również miejscowości Anglity i Kajmy.
W latach 1975–1998 miejscowość administracyjnie należała do województwa elbląskiego.
Inne miejscowości o nazwie Gulbity: Gulbity